# 安卓恩·歐文
安卓恩·歐文（英文：Adrian Mark Owen OBE，1966年5月17日—），英國神經科學家和暢銷書作者。他因於2006年的發現而廣為人知，該發現發表在《科學》雜誌上，顯示出一些被認為處於持續性植物狀態的患者實際上是有意識的，並且能夠使用功能性磁振造影與外界進行交流。在2019年新年榮譽榜中，歐文以在科學研究領域的成就被授予大英帝國勳章。

## 研究
在過去的30年中，歐文發表了300多篇經過同行評審的科學論文，以及40多個章節和書籍。他的成果出現在許多世界上最負盛名的科學和醫學期刊上，包括《科學》、《自然》、《柳葉刀》和《新英格蘭醫學雜誌》。他的H指數（Google學術搜索）目前為110。
他關於額葉或顳葉切除患者的早期出版物開創了基於電腦觸控屏幕的認知測試在神經心理學領域的應用。在過去的30年中，這些測試已用於帕金森氏症、阿茲海默症、亨廷頓氏舞蹈症、抑鬱症、精神分裂症、自閉症、強迫症和多動症等600多項已發表的研究中。
他與Michael Petrides進行的關於工作記憶的博士後研究（PNAS、大腦皮質、認知神經科學雜誌和大腦等）有助於駁斥當時由Patricia Goldman-Rakic等人提出的外側額葉組織的主流觀點， 並且在這種情況下仍被廣泛引用。
他在1996年發表的有關人類額葉內工作記憶過程組織的論文，仍然是科學雜誌《大腦皮質》中被引用次數最多的文章之一。
他在2006年發表在《科學》期刊上的論文首次證明，功能神經影像學可用於檢測無法產生任何公認的行為反應且似乎處於持續性植物狀態的患者的意識。這一具有里程碑意義的發現對臨床護理、診斷、醫學倫理和醫學/法律決策（與嚴重腦損傷後生命的延長有關）具有影響。在2010年《新英格蘭醫學雜誌》的後續論文中，歐文和他的團隊使用了類似的方法，利用功能性磁振造影偵測大腦活動的改變來使一個被認為處於持續性植物狀態超過5年的人能回答“是”和“否”的問題。
這項研究引起了世界媒體的國際關注。全世界數百家報紙都報導過(包括《紐約時報》和其他大報)，並已在電視(如BBC、CNN)、電台、被廣泛討論。迄今為止，這一發現已在6檔電視紀錄片中佔據重要地位，其中包括60分鐘、英國廣播公司全景報導、由內而外、和加拿大廣播公司國家。

## 書籍
2017年6月，歐文發表了一本科普書籍《困在大腦裡的人：一位神經科學家探索生與死的界線》 ，講述了他20年的探索故事，以表明有些患者被認為是植物人的患者實際上是有意識的，但卻無法向外界表明。該書被《星期日泰晤士報》評為“年度最佳圖書” ，並被《泰晤士報》評為“本週最佳圖書”，在《紐約客》榜單“我們今年夏天讀什麼書”上名列其中，並獲得4.9分。 亞馬遜5星。該書已被翻譯成多種語言，包括意大利文、法文、俄文、德文、中文、日文、捷克文和波蘭文。